# 中央商务区
中央商务区（英語：Central Business District，縮寫為，商區，或商圈）是指国际大都市裡商业和消费活动的集中地，此區域位於大都市的市中心。
在新興城市，由於缺少歷史中心區（舊城區），中心商業區通常就是市中心（新城區）。此類情況在北美洲特別普遍，在北美洲這種混合中心商業區暨市中心稱爲（原意指「下城」，但衍生泛指城市中心的繁華商業區或鬧區），原因是紐約較早期發展的區域為曼哈頓島的南端，在地圖上剛好是城市的下方，後來紐約市逐漸向北發展，相對的就形成了「上城」（Uptown）。因此在北美洲可以泛指遠離市中心的市郊或是住宅區，則成為市中心的代名詞。而在同樣是城市均屬新興城市的澳大利亞、新西蘭等地，某些城市將此類混合中心商業區暨市中心稱爲，而其他城市則將其稱爲。

## 概述
中心商業區起源于20世纪20年代的美国，意为商业会聚之地。中心商業區大多設於國家或地區的主要核心地帶，它集中了大量金融、商业、贸易、資訊及中介服务机构，拥有大量商务办公、酒店、公寓等配套设施，具备完善的市政交通与通讯条件，是适应工业社会人们需要就近办理商务、提高效率的需要而产生的。區內的各種完善設施通常包括甲級商業大廈、大型購物中心、政府及公共機構、康樂文娛設施等。此外，區內的可達度極高，公路幹線、鐵路、港口均設於區內的便利位置，方便市民由各區往來。近年來，一些大城市繁華地段的用地已變得極為緊張，以至於中心商業區要向地下發展。
另一方面，亦從都心发展出次一级商業中心或副都心地区。例如，北京的都心地区在北京商务中心区、金融街、望京、三里屯一带；首爾的都心在中区及鐘路區一带，副都心在江南区及瑞草区一带。

## 世界各大城市中央商务区列表

### 亞洲

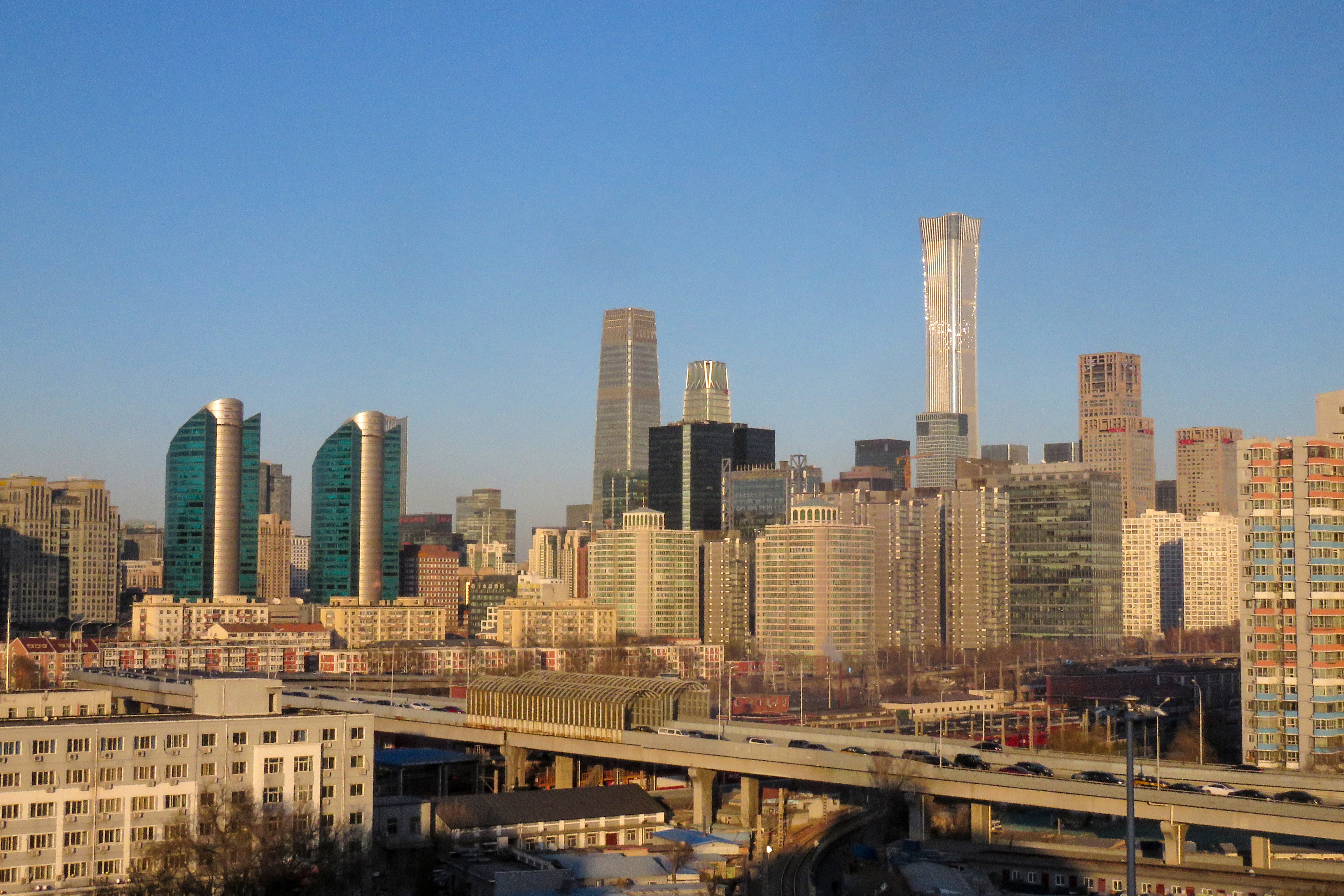
北京商务中心区

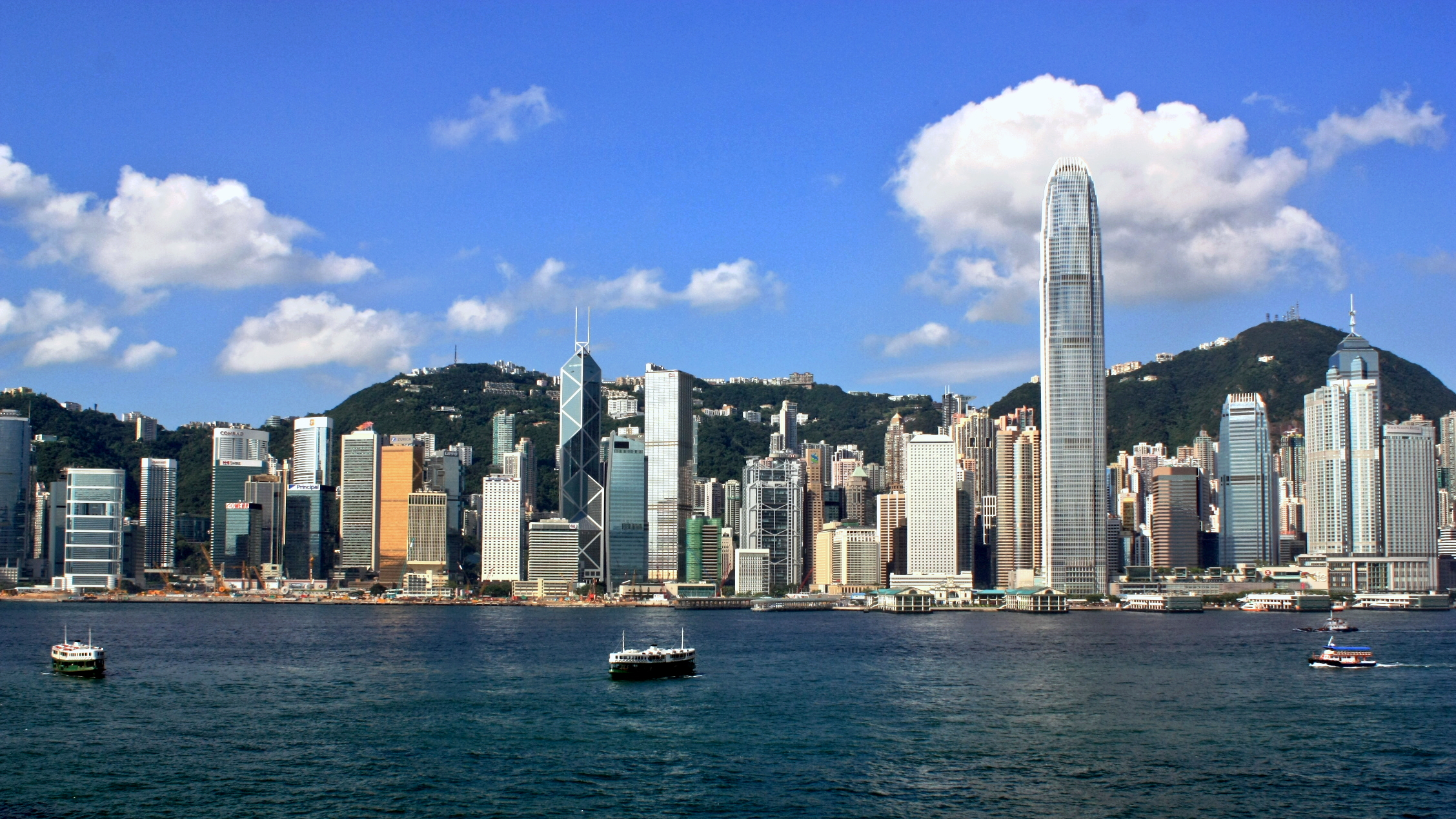
香港中環

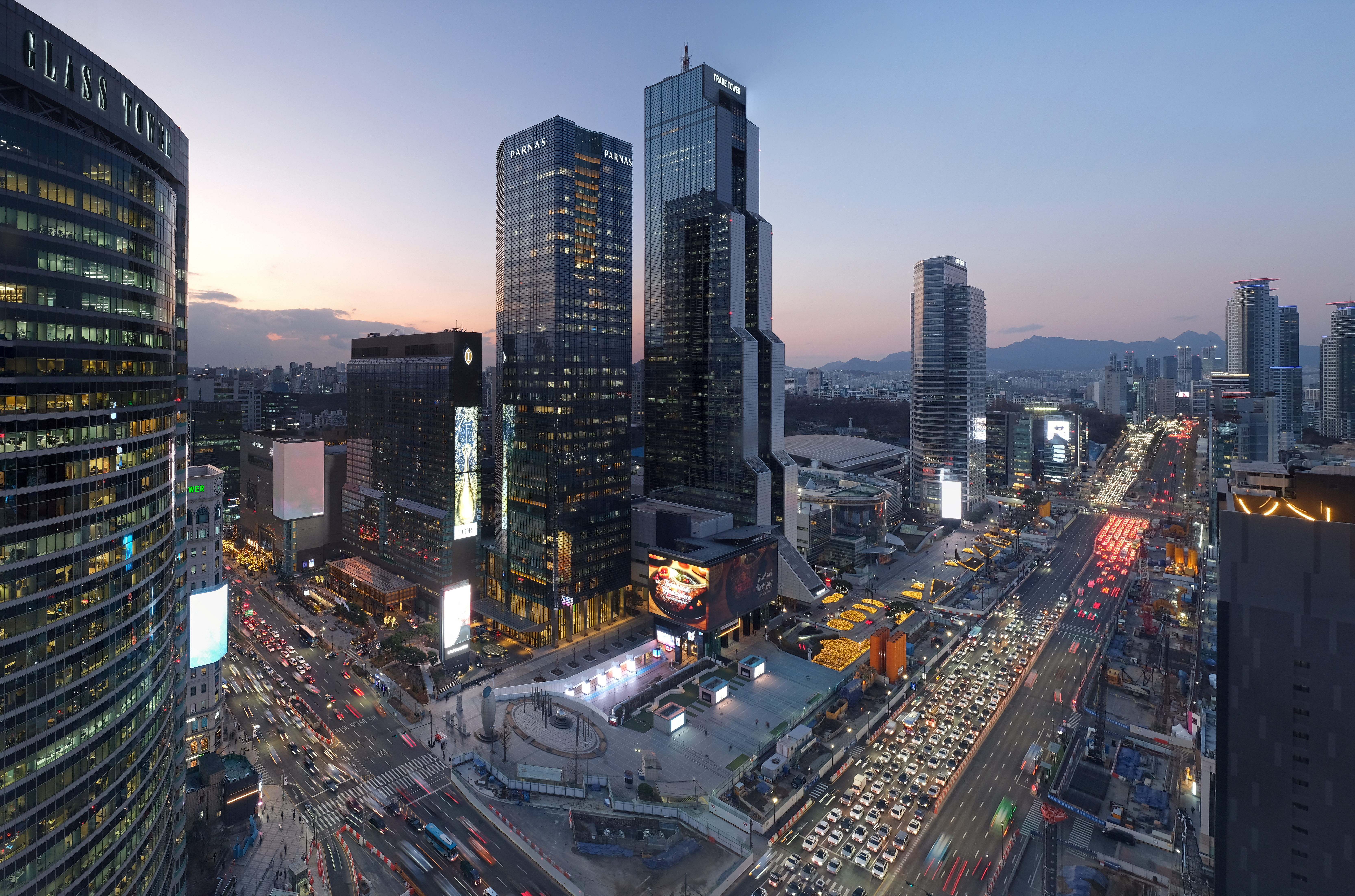
首尔江南區

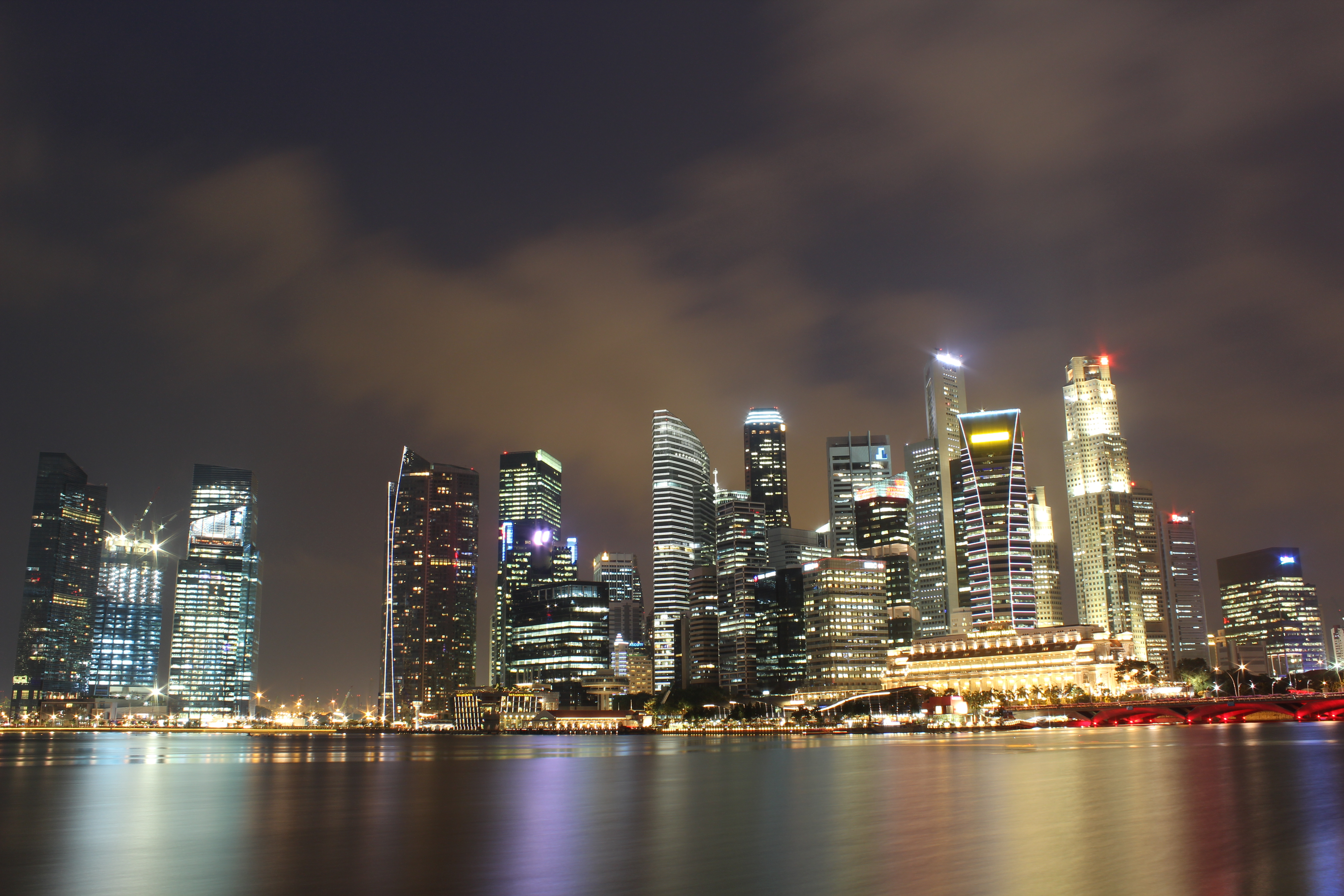
新加坡中區

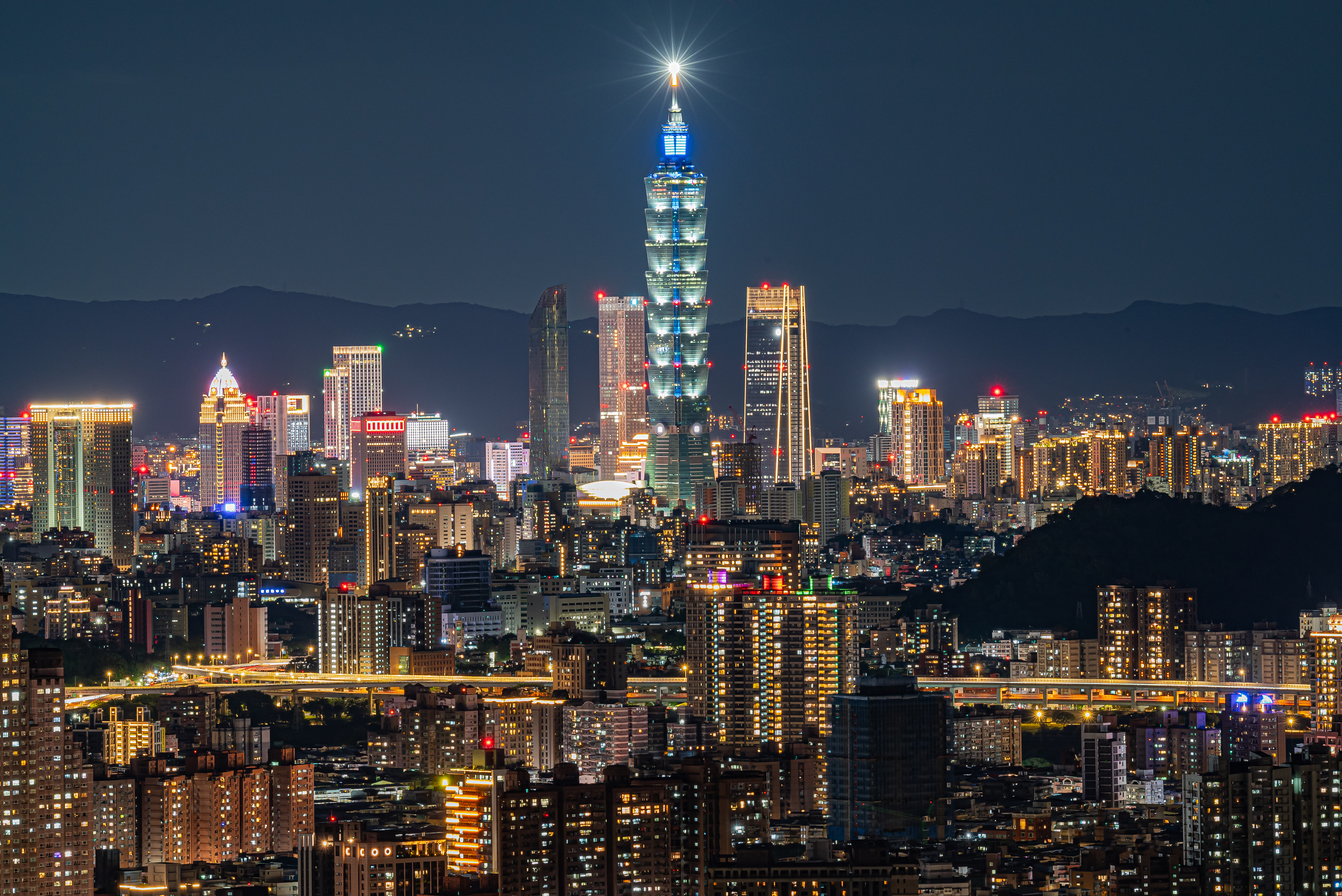
台北信義計劃區

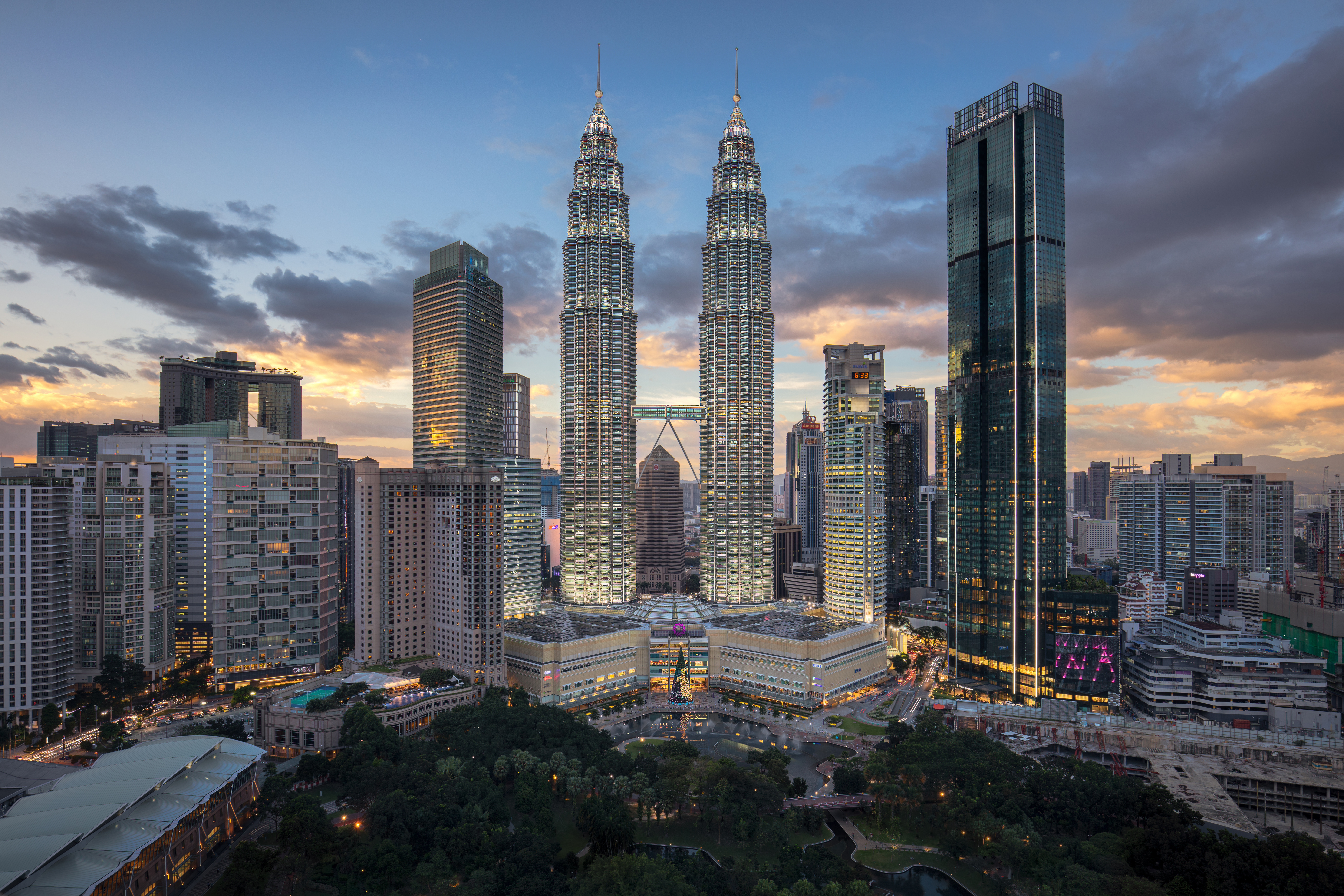
吉隆坡城中城

#### 東北亞
中華人民共和国
- 北京市：北京商务中心区、金融街、望京、三里屯、中关村、五道口、 王府井、西单
- 上海市：陆家嘴、虹桥商务区、前滩、外滩、新天地、人民廣場、靜安區、徐家匯
- 广州市：環市東路、天河北、北京路、珠江新城、市橋、江南西、白云新城、金融城、琶洲西区、鱼珠港、知识城、新塘-永宁、南村万博、灵山岛
- 深圳市：华强北、福田區、羅湖區、南山區、人民南路、蔡屋围
- 天津市：天津商务区、滨海新区中心商务区（天津自贸区）
- 南京市：河西新城、大行宫、新街口、江北核心区（在建）
- 南昌市：红谷滩中央商务区、八一广场商务区
- 成都市：春熙路、总府路、大源、金融城、太古里
- 武漢市：王家墩、武昌濱江商務區
- 郑州市：郑东新区中央商务区
- 重庆市：解放碑、观音桥、南坪、江北嘴、弹子石
- 杭州市：武林CBD（武林商圈）、钱江新城、钱江世纪城
- 沈阳市：五里河、北站中央商務區
- 青島市：五四广场、台东、中山路、李村
- 大連市：青泥窪橋、西安路、天津街
- 香港:西九龍、鰂魚涌、觀塘商貿區、九龍灣商貿區、中環、金鐘、灣仔北、銅鑼灣、尖沙咀、黃竹坑商貿區
- 澳門：新口岸新填海區、議事亭前地、新馬路

韩国
- 首尔市：中區、鐘路、龍山、江南、瑞草、 汝矣島、蠶室、DMC
- 仁川市：中區、松島國際都市、永宗島、青羅國際都市（朝鲜语：청라국제도시）
- 釜山市：中區、釜山鎮、海雲臺
- 大邱市：中區、大邱慶北經濟自由區域（朝鲜语：대구경북경제자유구역）
- 大田市：中區、西區（屯山（朝鲜语：둔산신도시））

日本
- 东京都：丸之內、八重洲、大手町、銀座、日本橋、西新宿、澀谷、池袋、惠比壽、六本木、汐留、品川、東京臨海副都心 (台場)
- 橫濱市：橫濱港未來21、中區、橫濱車站
- 大阪市：本町、梅田、中之島、難波、心齋橋、道頓堀、阿倍野
- 京都府：四条河原町、烏丸通
- 神戶市：三宮
- 名古屋市：榮、名古屋車站、伏見
- 福岡市：天神 (福岡市)、博多
- 札幌市：薄野、大通
- 那霸市：國際通

中華民國（臺灣）
- 臺北市：西區門戶計畫區、信義計畫區、南港經貿園區
- 新北市：新莊副都心、新板特區
- 臺中市：七期重劃區、水湳經貿園區
- 台南市：永康區
- 高雄市：亞洲新灣區、多功能經貿園區

#### 東南亞
馬來西亞
- 吉隆坡：城中城、武吉免登
- 乔治市：乔治市中央商务区（土库街+新关仔角）
- 新山：新山中央商务区

越南
- 胡志明市：第一郡

菲律賓
- 馬尼拉：馬卡蒂

泰國
- 曼谷：是隆路、沙吞路

新加坡
- 新加坡：新加坡中心城區、萊佛士坊、滨海湾、乌节路

印度
- 孟买：Nariman Point、Ballard Estate、Bandra Kurla Complex
- 新德里：康諾特廣場

西亞
- 杜拜：Downtown Burj Dubai、Business Bay
- 特拉維夫
- 耶路撒冷：雅法路

中亞
- 阿斯塔纳

### 欧洲
北歐

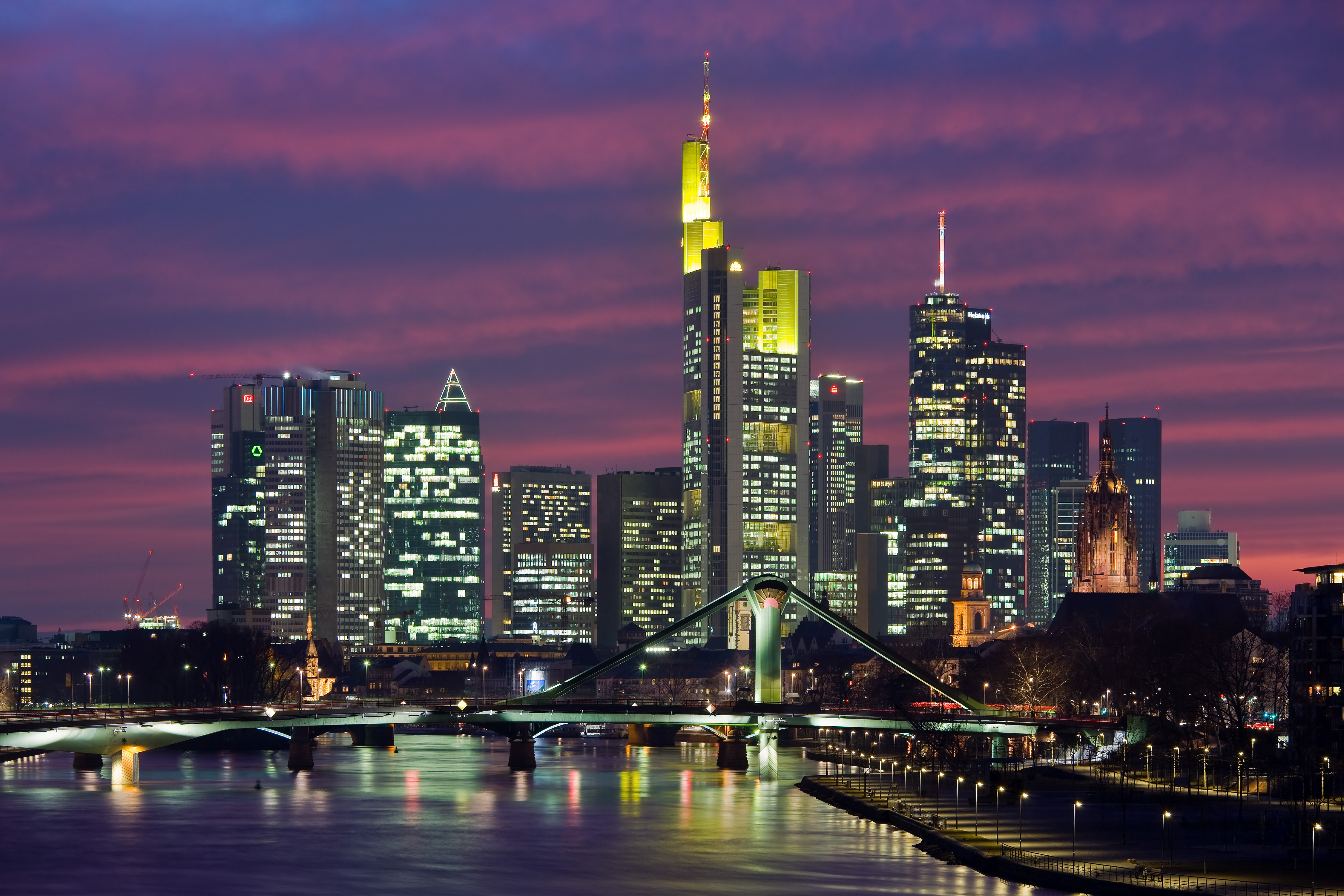
法蘭克福銀行區

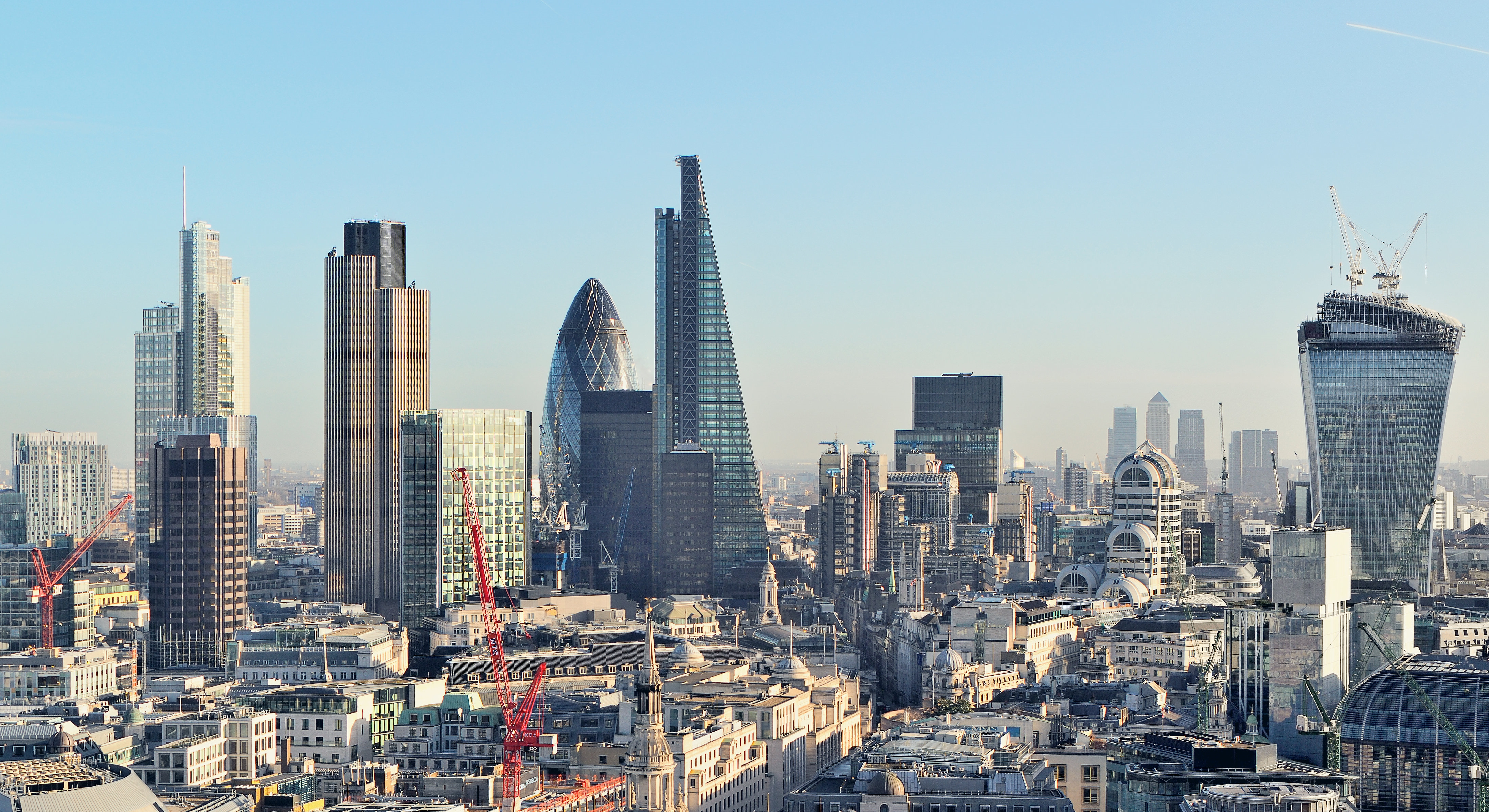
伦敦金融城

斯德哥爾摩：Stockholm City Center
東歐
莫斯科：莫斯科國際商務中心
中歐
- 法蘭克福：銀行區
- 柏林：亞歷山大廣場、波茨坦廣場、選帝侯大街、柏林動物園車站
- 布拉格：瓦茨拉夫廣場、護城河街

西歐
- 倫敦：伦敦市、金絲雀碼頭、西敏市
- 巴黎：拉德芳斯、第八區
- 巴塞羅那：西班牙廣場、加泰羅尼亞廣場
- 馬德里：AZCA、四大樓商業區、格蘭大道
- 里斯本：自由大道、萬國公園
- 都柏林：Dublin 4、International Financial Services Center
- 布魯塞爾：Northern Quarter、Leopold Quarter
- 蘇黎世：Paradeplatz、Altstadt (Zürich)

南歐
- 雅典：憲法廣場、Sofokleous Street
- 米蘭：新門、科爾杜西奧廣場

### 北美洲
- 蒙特利爾：蒙特利爾市中心
- 多倫多：多倫多市中心
- 溫哥華：溫哥華市中心

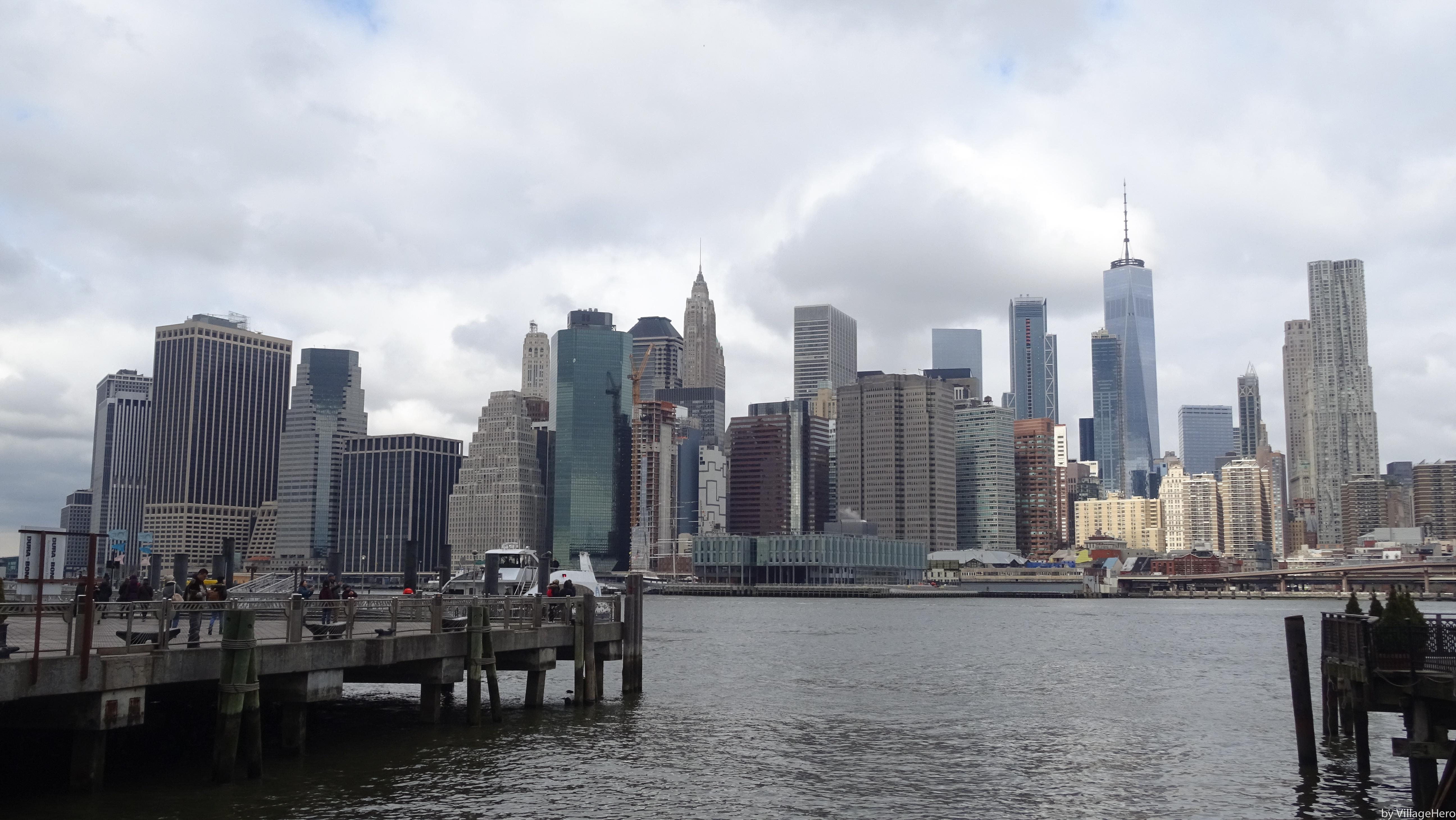
紐約曼哈頓下城

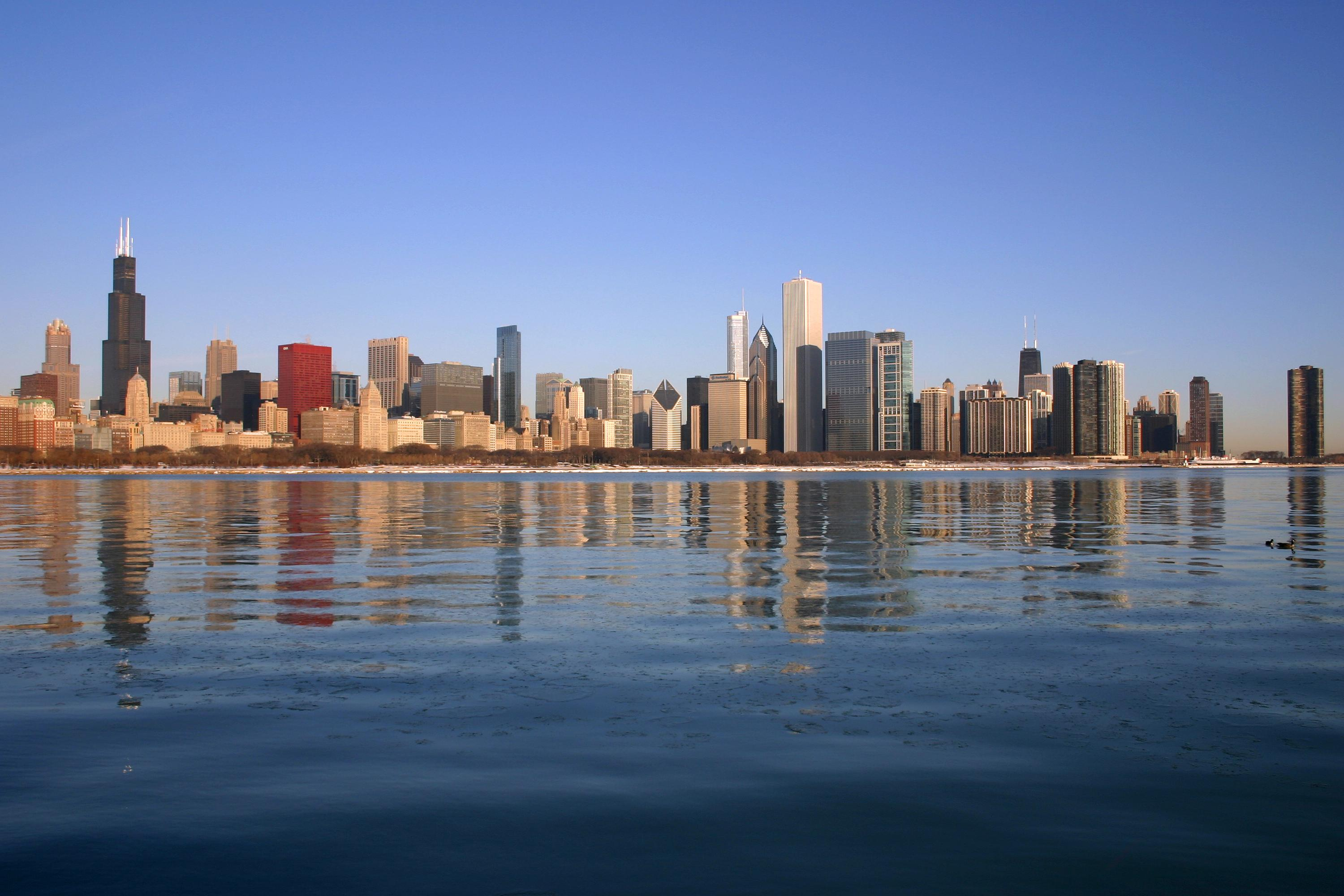
芝加哥盧普區

- 纽约市：曼哈頓中城、曼哈顿下城、曼哈頓金融區、布魯克林市中心、法拉盛、長島市、Downtown Jamaica、Fordham、The Hub
- 洛杉矶：洛杉磯市中心
- 三藩市：三藩市金融區
- 凤凰城：Downtown Phoenix
- 芝加哥：盧普區、密歇根大道、近北區
- 華盛頓特區: Downtown Washington, D.C.
- 卡加利：Downtown Calgary
- 休士頓：Downtown Houston

### 南美洲

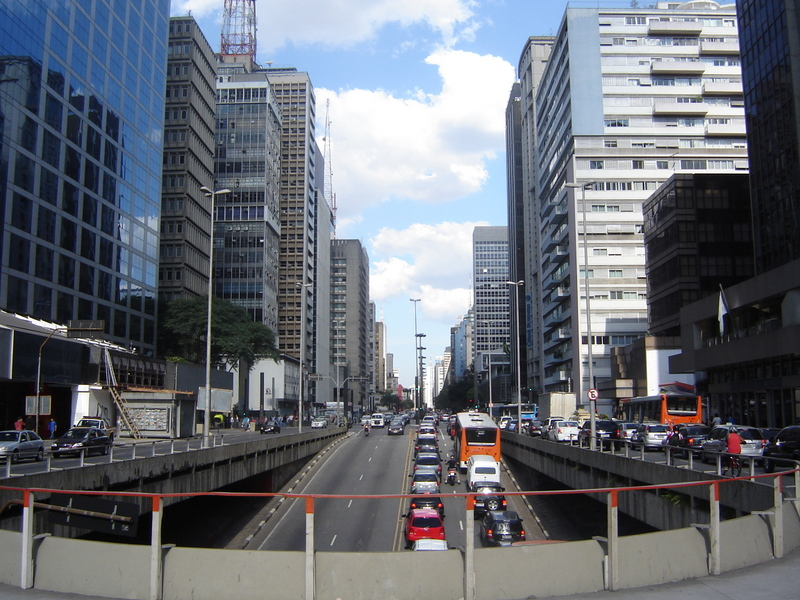
聖保羅聖保羅人大道

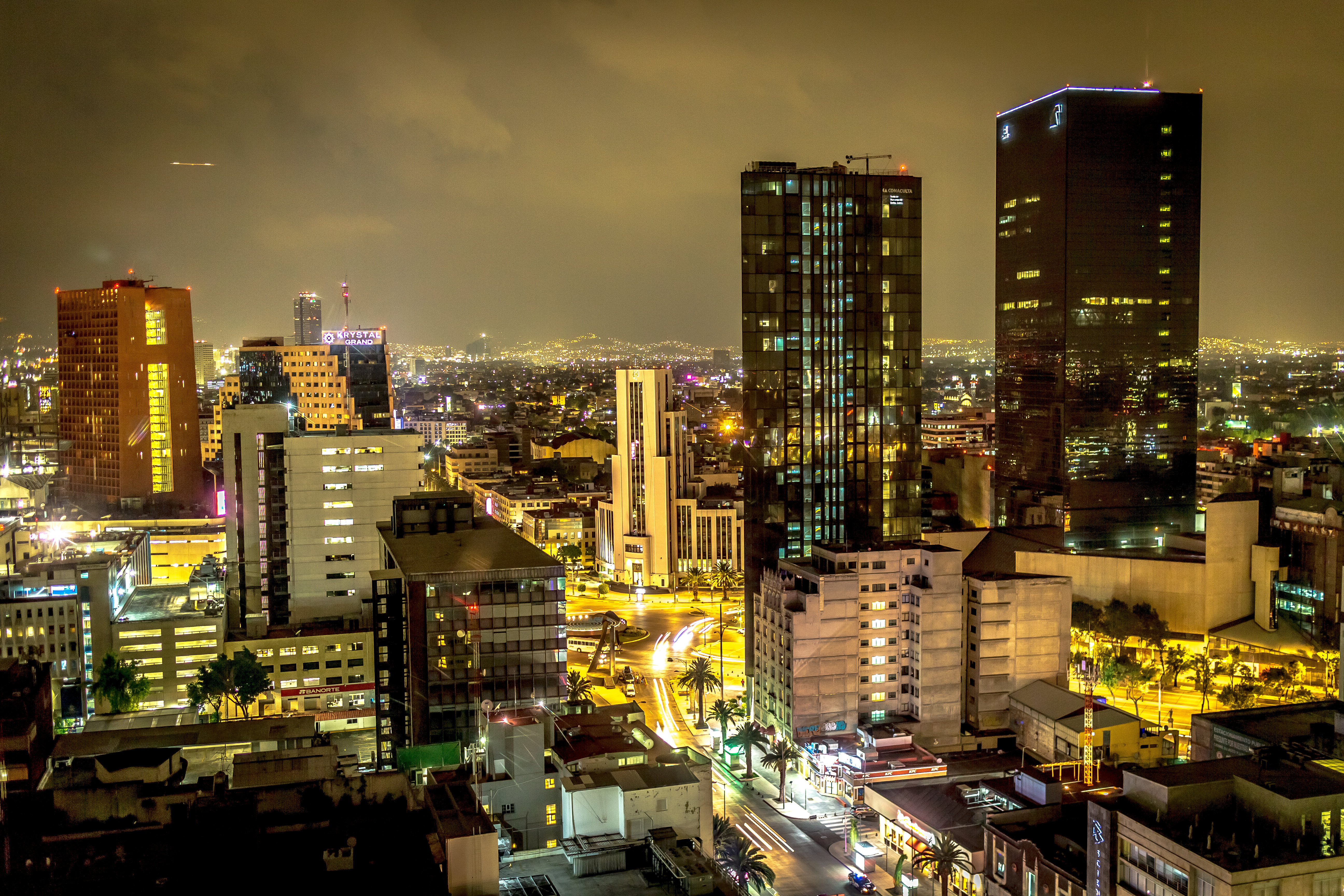
墨西哥城改革大道

- 墨西哥城：改革大道、Santa Fe、Polanco
- 里約熱內盧：Centro (Rio de Janeiro)
- 聖保羅：聖保羅人大道、聖保羅中央區、Brooklin Novo、Vila Olímpia、Alphaville
- 巴西利亞：Eixo Monumental
- 聖地牙哥：Providencia, Chile
- 布宜諾斯艾利斯：Buenos Aires Central Business District

### 大洋洲
- 悉尼：悉尼中心商業區、北悉尼（North Sydney）-聖倫納茲、車士活（Chatswood)、帕拉瑪塔市（Parramatta）
- 墨爾本：墨爾本市中心、墨爾本濱海港區（Docklands）
- 珀斯：Perth (suburb)
- 奧克蘭：Auckland CBD

### 非洲

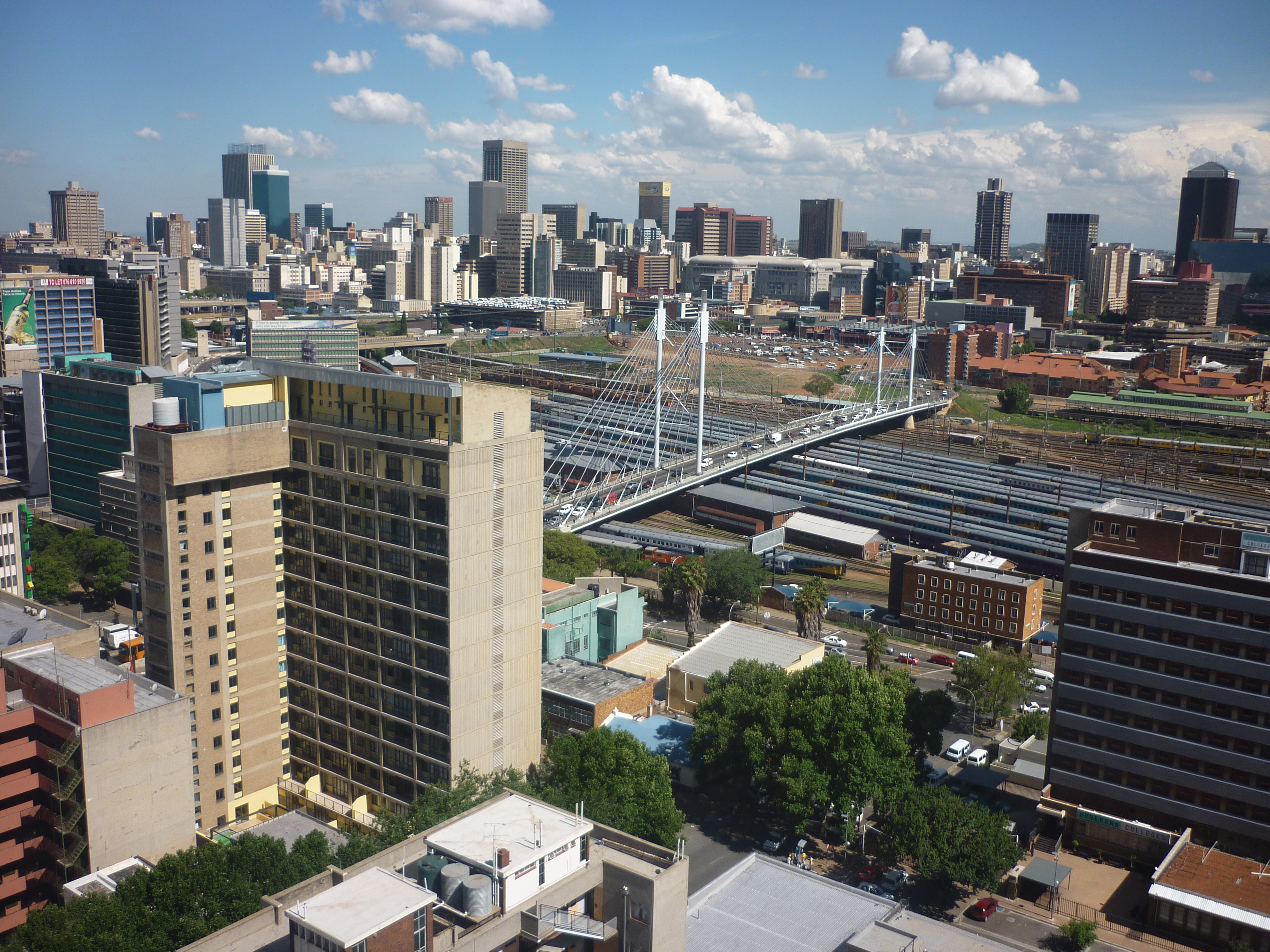
約翰內斯堡約翰內斯堡中心商業區

- 約翰內斯堡：約翰內斯堡中心商業區（英语：Johannesburg CBD）（布拉姆弗泰恩區（英语：Braamfontein）、新城區（英语：Newtown, Johannesburg））
- 開普敦：開普敦市中心（綠市廣場（英语：Greenmarket Square）、斯特蘭德街（英语：Strand Street）、阿德利街（英语：Adderley Street）、長街（英语：Long Street (Cape Town)））
- 德班：德班市中心

## 參见
- 地區金融中心
- 竞租理论